# Bujumbura
Bujumbura (najbliži izgovor: bužambura) bivši je glavni grad Burundija (do kraja 2018.) i najveći grad te države s 478.155 stanovnika (procjena 2008.).
Leži na sjeveroistočnoj obali jezera Tanganjika, 15 km istočno od granice s Demokratskom Republikom Kongo. Razvijen je ribolov, a izvoze se pamuk, kava i koža. U okolici su ležišta zlata. Grad ima međunarodnu zračnu luku i trajektnu vezu s Kigomom u Tanzaniji.
Bujumbura je postala gradom u vrijeme Njemačke Istočne Afrike. Nakon Prvog svjetskog rata postala je središte belgijske kolonijalne vlasti, a nakon proglašenja neovisnosti promijenila je ime iz Usumbura u današnje. U neovisnom Burundiju Bujumbura je postala pozornicom stalnih borbi između dviju glavnih etničkih skupina, Hutu i Tutsi.

## Vanjske poveznice
- Službena stranica (fr.)

### Ostali projekti
|  | Zajednički poslužitelj ima još gradiva o temi Bujumbura |